# Chomelia hirsuta
Chomelia hirsuta är en måreväxtart som beskrevs av George Gardner. Chomelia hirsuta ingår i släktet Chomelia och familjen måreväxter. Inga underarter finns listade i Catalogue of Life.